# Budd SPV-2000
El Budd SPV-2000 es un automotor unidad diésel múltiple construido por Budd Company entre 1978 y 1981 para su uso en los trenes de cercanías en América del Norte. El diseño fue un sucesor del popular Budd Rail Diesel Car (RDC) de la misma compañía, pero basado en la carrocería del automóvil de pasajeros Amfleet. No resultó en un éxito ya que solo se construyeron 31 coches y resultaron ser mecánicamente poco fiables.

## Diseño
Budd anunció el diseño en 1976. En ese momento contemplaba la operación de unidades múltiples de hasta seis automóviles con una velocidad máxima de 120 millas por hora (190 km/h). La potencia sería proporcionada por motores diésel General Motors de 360 caballos de fuerza (270 kW). Popular Science representó una cabina cónica similar al vagón motor del Advanced Passenger Train; el SPV-2000 entraría en servicio con una cabina de operador de extremo romo más tradicional. Budd dijo que SPV significaba «vehículo de propósito especial» (vehículo autopropulsado, Self-Propelled Vehicle, se volvió común) y enfatizó la idoneidad del diseño para el servicio de trenes interurbanos y de cercanías.

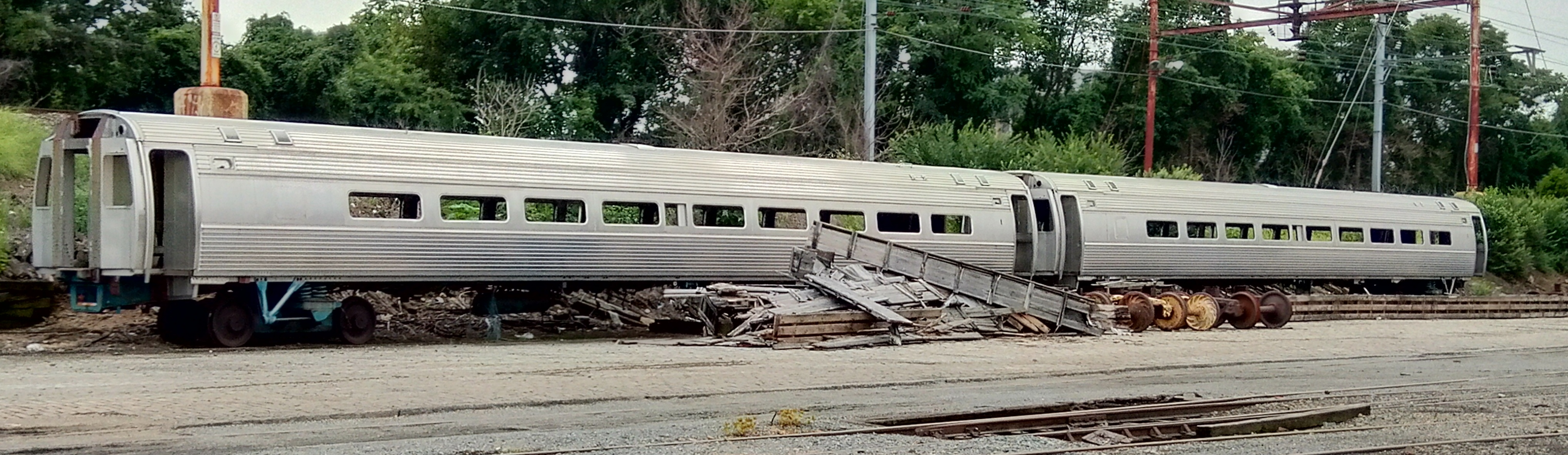
SPV-2000 incompletos almacenados en Wilmington, Delaware.

La carrocería del SPV-2000 era muy similar a la de los coches de Amfleet, que a su vez se basaba en la unidad eléctrica múltiple Metroliner. El SPV-2000 presentaba cabinas de operador en ambos extremos y (en la configuración estándar) 86 asientos en 22 filas. Había un baño accesible en un extremo y un pequeño espacio para guardar equipaje en el otro. Los carros de la Autoridad Metropolitana del Transporte (MTA) tienen capacidad para 109 personas.

## Operadores

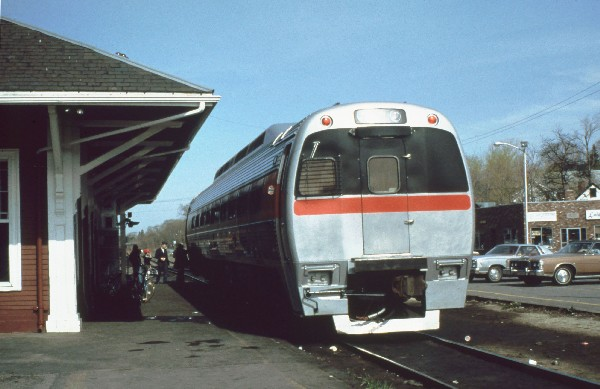
Un SPV-2000 probado en la MBTA en 1978,

Budd presentó el primer SPV-2000 en Filadelfia el 9 de febrero de 1978 y luego lo envió a una gira de demostración por los Estados Unidos. Budd finalmente vendió SPV-2000 a cuatro clientes: la Administración Federal de Ferrocarriles (FRA), ONCF (ferrocarriles estatales de Marruecos), el Departamento de Transporte de Connecticut (ConnDOT) y la Autoridad Metropolitana del Transporte (MTA). En 1978, el supervisor del condado de Los Ángeles, Baxter Ward, propuso utilizar SPV-2000 en la antigua línea Pacific Electric a Long Beach, pero esta propuesta no resultó en nada. Se consideró que los SPV-2000 reanudarían el servicio ferroviario de Cape Cod a través de Braintree, Massachusetts y un SPV-2000 hizo una demostración en agosto de 1979, pero tampoco resultó nada. Además de los 30 coches que vendió, Budd construyó el demostrador y 14 armazones incompletos. A principios de la década de 1990, la North American Carriages Company propuso completar algunos de estos armazones como automóviles de pasajeros estándar para su uso en un nuevo servicio entre San Antonio y Monterrey que se llamaría Royal Eagle, pero la propuesta no resultó en nada.

### FRA
La Administración Federal de Ferrocarriles (FRA) compró un solo SPV-2000 en 1981 y lo convirtió en un vagón de geometría de vía al que denominó T-10. El T-10 permaneció en servicio con la FRA hasta el año 2000, cuando fue reemplazado por equipos más nuevos. Luego fue vendido a Caltrain.

### ONCF
Budd vendió seis SPV-2000 a la Oficina Nacional de Ferrocarriles (ONCF) marroquí para usarlos en el tren real del rey Hassan II. Bajo el rey Mohamed VI, sucesor de Hassan II, el tren cayo en desuso.

### ConnDOT

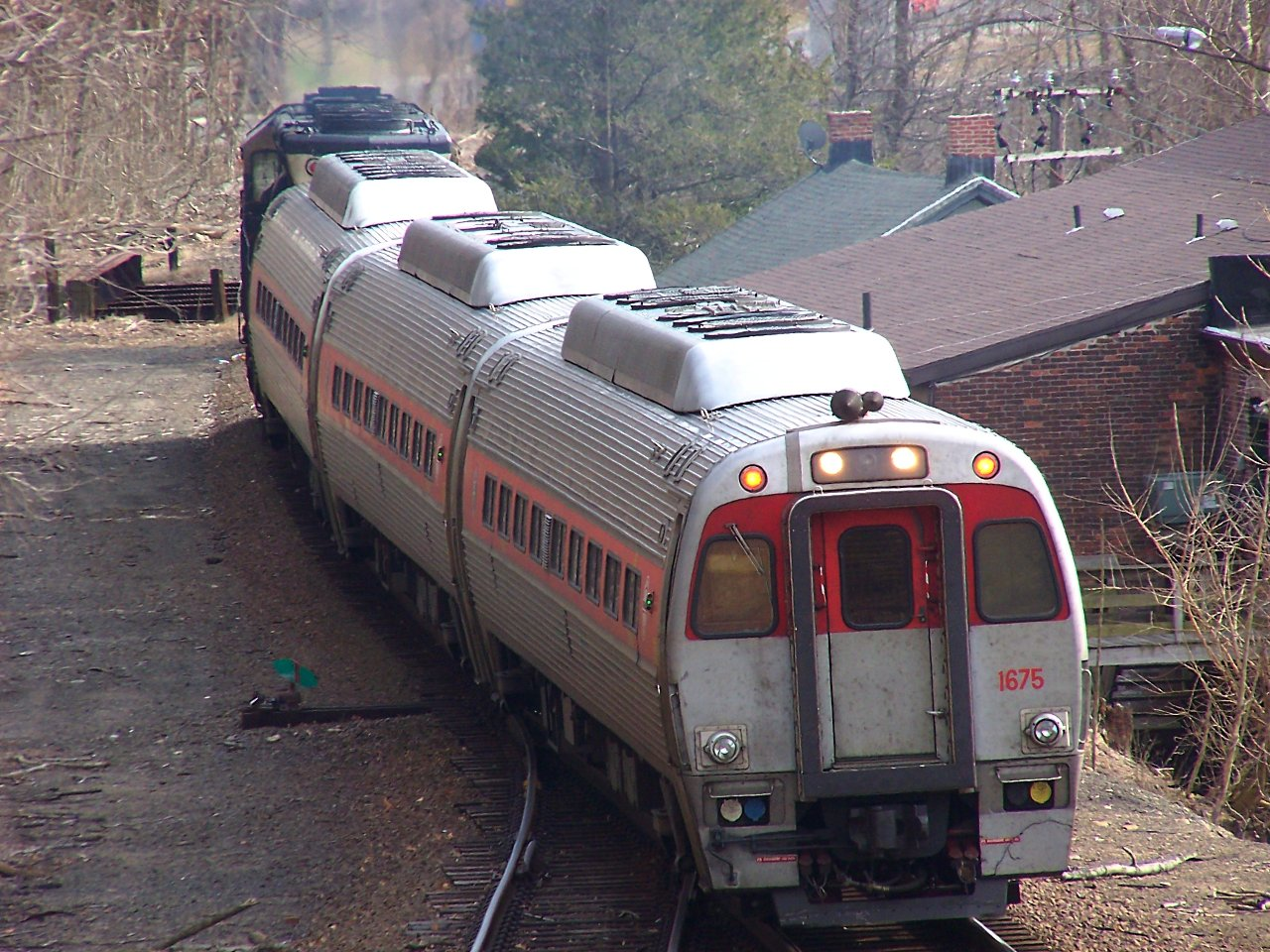
Tren de ramal Waterbury con vagones Constitution Liner en 2006.

El Departamento de Transporte de Connecticut compró 13 SPV-2000 a aproximadamente 1 millón de dólares cada uno en 1980 (equivalente a 3,55 millones de dólares en 2022 ajustados a la inflación); 12 para uso en la línea New Haven-Springfield y uno para servicio de cercanías de ramal Danbury. Los vagones de la línea New Haven-Springfield se alquilaron a Amtrak (numerados 988-999) y se pintaron con los colores de la [Fase III de Amtrak. Los coches fueron diseñados para ser interoperables con los coches de Amfleet; Durante un breve período, los transbordadores de Springfield se acoplaron a la parte trasera de los trenes de Boston en New Haven para brindar servicio directo a Washington D. C.
Los vagones resultaron mecánicamente poco fiables y, a menudo, eran arrastrados por locomotoras, lo que llevó al burlón sobrenombre de «vehículos raramente propulsados». Amtrak los retiró el 12 de enero de 1986 y colocó en la ruta trenes Amfleet arrastrados por locomotoras convencionales. Los vagones tuvieron algún uso en el Ferrocarril Metro-North; la mayoría se almacenaron en New Haven. En 1994, a los 11 restantes se les quitó la energía y se convirtieron en autocares para su uso en el servicio de cercanías Shore Line East. Apodados «Constitution Liners», fueron los principales autocares de Shore Line East hasta que fueron reemplazados por autocares de Mafersa en 2004. En 2018, siete de los antiguos vagones de ConnDOT se vendieron a Foxville y Northern Railroad (más tarde Atlantic Railways).

### MTA
La MTA compró diez SPV-2000 para usar en su línea Hudson entre Croton-Harmon y Poughkeepsie. El pedido costó 12 millones de dólares. Los SPV-2000 hicieron sus primeros recorridos el 17 de octubre de 1981. Este recorrido se coordinó con la reapertura de la estación de New Hamburg. Los problemas con los SPV-2000 se desarrollaron rápidamente y un artículo de la revista New York de 1982 caracterizó los coches como «defectuosos». Todos los MTA SPV-2000 están fuera de servicio; uno se conserva en el Museo del Ferrocarril del Este de Connecticut en Willimantic, Connecticut.